# Paglesham
Paglesham är en civil parish i Rochford i Essex i England. Orten har 246 invånare (2011). Byn nämndes i Domedagsboken (Domesday Book) år 1086, och kallades då Pachesham.